# Mem de Sá
Mem de Sá (Coímbra, c. 1504 - São Salvador da Bahia de Todos os Santos, 2 de marzo de 1572), también referido como Mem de Sá Sottomayor, fue un hidalgo y administrador colonial portugués.
Medio hermano del poeta Francisco de Sá de Miranda, fue hijo de Gonçalo Mendes de Sá, canónigo de la Catedral nueva de Coímbra y de madre desconocida, nieto paterno de João Gonçalves de Crescente, hidalgo de la Casa Real y de su mujer Filipa de Sá que vivieron en São Salvador do Campo en (Barcelos) y en Coímbra, en el episcopado de D. João Galvão
Obtuvo el diploma en leyes por la Universidad de Salamanca en 1528. Aún joven, desde 1532, ejercicó el cargo de juez desembargador en la Casa de Suplicación. Fue nombrado tercer Gobernador general del Brasil, entre 1558 a 1572, sucediendo a Duarte da Costa (1553-1558).
Llegó a Salvador, en Bahía, el 28 de diciembre de 1557. Pasó cerca de una semana en ejercicios espirituales bajo la dirección de los jesuitas y tomó posesión del gobierno el 3 de enero de 1558. En su nombramiento como gobernador general, establecido por carta régia, el rey João III le concedió amplios poderes en el ámbito civil y penal, lo que no ocurrió en los nombramientos anteriores.  Procuró pacificar la colonia, intentando sofocar las rebeliones. En esta lucha perdió en combate a su hijo, Fernão de Sá en la batalla del Cricaré en la entonces Capitanía de Espírito Santo.
Los 14 años de su gobierno se caracterizaron por importantes logros, tales como la fundación de la ciudad de São Sebastião do Rio de Janeiro] (segunda ciudad en ser fundada en Brasil), el 1 de marzo de 1565, hecha por su sobrinho Estácio de Sá; la expulsión de los franceses en 1567, con el auxilio del mismo sobrino, que murió de un flechazo recibido en la lucha, y la organización de tribus indígenas en reductos.
Incentivó la producción azucarera, estimuló el tráfico de esclavos africanos para el Brasil y decretó leyes que protegían de la esclavitud a indios ya catequizados. Combatió la antropofagia.

## La expulsión de los franceses de Río de Janeiro
En marzo de 1560, con los recursos de la escuadra de Bartolomeu Vasconcelos da Cunha y con las informaciones recibidas del desertor francés Jean de Coynta (Señor de Boulés), derrotó al asentamiento francés de Francia Antártica en la bahía de Guanabara, al atacar y destruir el Fuerte Coligny. Sin recursos para guarnecer el lugar, los franceses que consiguieron escapar se refugiaron en la selva junto a los Tamoyos en 1560, regresaron y se reorganizaron. 
La expulsión de aquellos franceses sería el mayor logro de su gobierno pues los invasores habían establecido relaciones cordiales con los indígenas, incitándolos contra los portugueses. En 1563, los jesuitas José de Anchieta y Manuel de Nóbrega consiguieron firmar la paz entre los portugueses y los tamoios, que amenazaban la seguridad de São Paulo y de São Vicente. Anchieta permaneció cinco meses como rehén de los indios de Iperoig, aldea localizada donde está hoy la ciudad de Ubatuba, en el litoral norte del estado de São Paulo. La llamada "Paz de Iperoig", conseguida por ambos sacerdotes, permitió la supervivencia del Colegio de São Paulo y la permanencia de los portugueses. Ante ello, en el primer ataque contra los invasores en Guanabara, Mem de Sá consiguió destruir el fuerte Coligny, en la isla de Serigipe, hoy Villegagnon. Después de eso, regresó a Bahía. Los franceses, refugiados junto a los indios, sus aliados, regresaron y reconstruyeron el fuerte. 
[[Ficheiro:Palácio Pedro Ernesto - Fundação da Cidade.jpg|thumb|276px|Fundación de la ciudad de Río de Janeiro: Mem de Sá entrega las llaves de la ciudad al alcalde.]]
El 1 de marzo de 1565, el sobrino de Mem de Sá, Estácio de Sá, fundó la ciudad de São Sebastião de Río de Janeiro. La nueva ciudad se convirtió en base de las operaciones de los portugueses en la lucha contra los franceses. La expulsión definitiva de los franceses fue conseguida solamente después de muchas luchas. Estácio de Sá, con la ayuda de tropas del gobernador y de la capitanía de São Vicente, derrotó a los invasores después de las batallas del fuerte Coligny, de Uruçu-Mirim y de Paranapuã, actual isla del Gobernador. Se destacaron en los combates, lado a lado con los portugueses, los indios temiminós de la capitanía de Espírito Santo, comandados por Araribóia. Como recompensa, este jefe indígena recibió algunas propiedades en la región de la bahía de Guanabara, donde fundó la villa de São Lourenço de los indios, actual ciudad de Niterói. 
Mem de Sá mandó a transferir la ciudad, para defenderla mejor, para el Morro do Castelo.
En Bahía, como los ataques indígenas constituían un factor desestabilizador, desde 1559 había ordenado guerra a los tupiniquins, en la antigua Capitanía de Ilhéus, y los pacificó a la fuerza. Pero los aimorés, en 1564, atacaron Caravelas, Porto Seguro, Ilhéus y las tierras frente al archipiélago de Cairu. En el Gobierno de Manuel Teles Barreto (1583-1587), los aimorés volvieron a atacar la misma región y en 1597, llevaron a cabo una ofensiva desde el río Paraguazú hasta Porto Seguro.
Gobernó hasta 1572, año de su muerte en Salvador de Bahía. Su sucesor - D. Luís de Vasconcelos - que había sido enviado en 1570 para substituirlo como cuarto gobernador, fue muerto durante el viaje cuando su navío fue atacado por corsarios franceses camino a Brasil. El gobierno pasó a manos de otro sobrino, Salvador Correia de Sá, llamado posteriormente el Viejo. Para facilitar la administración, en 1572 la Corte estableció dos gobiernos: uno al Norte, con sede en Salvador; otro al Sul, con sede en Río de Janeiro. La división no produjo buenos resultados y el gobierno fue reunificado en 1578, con sede en Salvador. 

## Hechos clave de su gobierno
En su gobierno de registraron los siguientes hechos:
- la llegada del segundo obispo nombrado para Brasil, D. Pêro Leitão (1559);
- la pacificación de los tamoios (Confederación de los tamoios) por los padres jesuitas Manuel da Nóbrega y José de Anchieta, concluida por el armistício de Iperoig (1563);
- la organización de las entradas de Vasco Rodrigues Caldas (1561), de Luís Martins y Brás Cubas y la de Martim Carvalho (1567 o 1568).
- en septiembre de 1570 escribió el documento Instrumento de servicios donde hacía una exposición de sus logros para la Corona portuguesa desde que partió del Reino de Portugal en 1557.[2]

## Homenajes
En 1933 la Cámara Municipal de Lisboa homenajeó al gobernador de Brasil dándole su nombre a una rúa en el Novo Bairro dos Franceses, junto a la Avenida General Norton de Matos.